# Bildergalerie
La Bildergalerie ("galleria di dipinti") è una pinacoteca che si trova nel parco di Sanssouci a Potsdam.

## Storia
Federico II era un appassionato collezionista di opere d'arte. Per conservare i numerosi dipinti che possedeva, fra il 1755 e il 1764 incaricò l'architetto Johann Gottfried Büring di costruire, subito a est del palazzo di Sanssouci, un edificio espressamente destinato a raccoglierli. Già nel 1761, quando i lavori per la costruzione erano ancora in corso, il marchese d'Argens scrisse a Federico II, il quale si trovava in guerra, che l'edificio era "la cosa più bella sulla terra dopo San Pietro a Roma".
All'epoca di Federico II nel catalogo della pinacoteca erano elencate 159 opere. Nel 1829 una cinquantina fra i dipinti più importanti e tutte le sculture in marmo conservate nella Bildergalerie vennero trasferite nel neocostituito Altes Museum di Berlino. Un secolo più tardi, nel 1929/30 la dotazione della pinacoteca di Sanssouci fu riportata a 120 opere.
Nel 1942, in piena seconda guerra mondiale, tutti i dipinti vennero portati nel castello di Rheinsberg, da dove solamente dieci fecero ritorno a Sanssouci nel 1946. Molte opere andarono perdute. Solo nel 1958 la gran parte dei dipinti confiscati dall'Unione Sovietica fu restituita alla Germania. Alcune opere fanno tuttora parte di collezioni russe.

## L'esterno
Al posto di una preesistente serra destinata alla coltivazione di piante tropicali, l'architetto Büring eresse un edificio allungato, ad un unico piano, tinteggiato di giallo. La parte centrale è evidenziata da una cupola. Sul lato del giardino, fra le grandi finestre sono collocate diciotto statue di marmo, che rappresentano allegorie delle arti e delle scienze. La maggior parte di esse sono degli scultori Johann Gottlieb Heymüller e Johann Peter Benkert. Le teste sulle chiavi di volta delle finestre sono ritratti di artisti.

## La collezione
La grande sala interna è resa sontuosa dai ricchi ornamenti dorati del soffitto leggermente a volta. Della stessa tonalità è il pavimento, con un motivo a rombi creato da marmi bianchi e gialli di provenienza italiana. Alle pareti tinteggiate di verde sono appesi i dipinti, uno accanto e sopra l'altro secondo l'uso barocco. Alla lunga sala è unito il gabinetto, similmente decorato, nel quale sono esposte le opere di minore formato.
Fra le opere più significative presenti nella pinacoteca si segnalano:

Caravaggio, Incredulità di san Tommaso
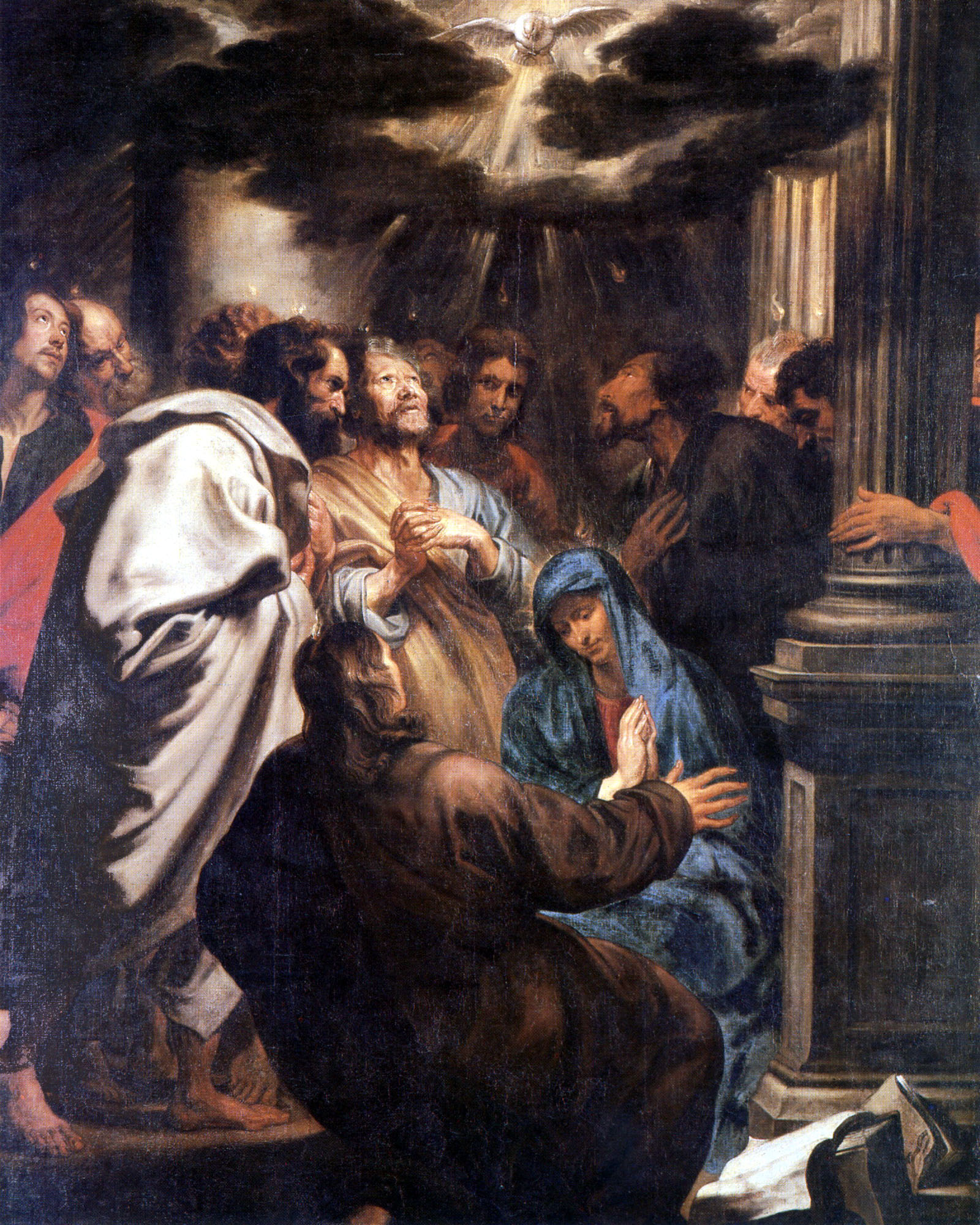
Antoon van Dyck, La discesa dello Spirito Santo
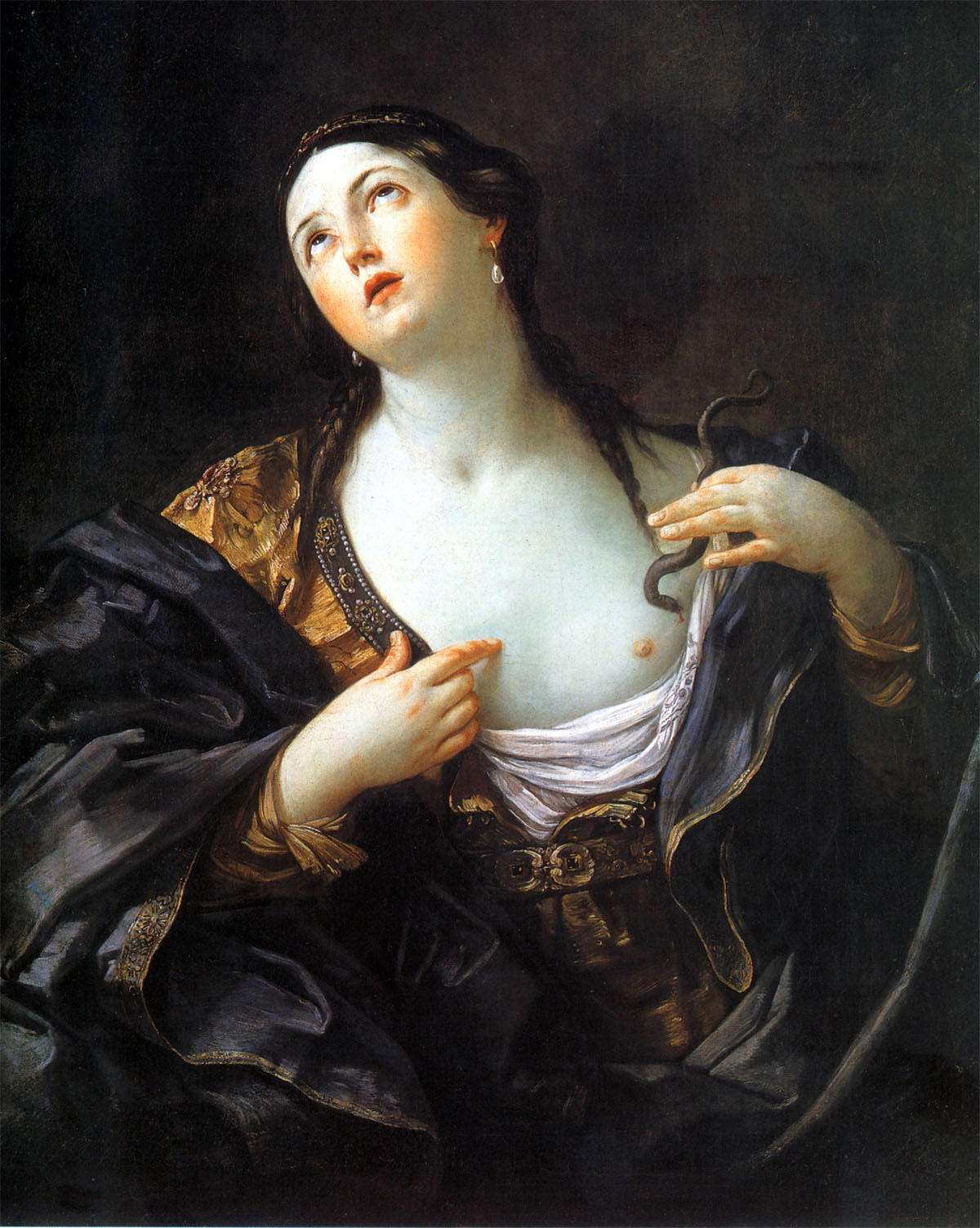
Guido Reni, Il suicidio di Cleopatra
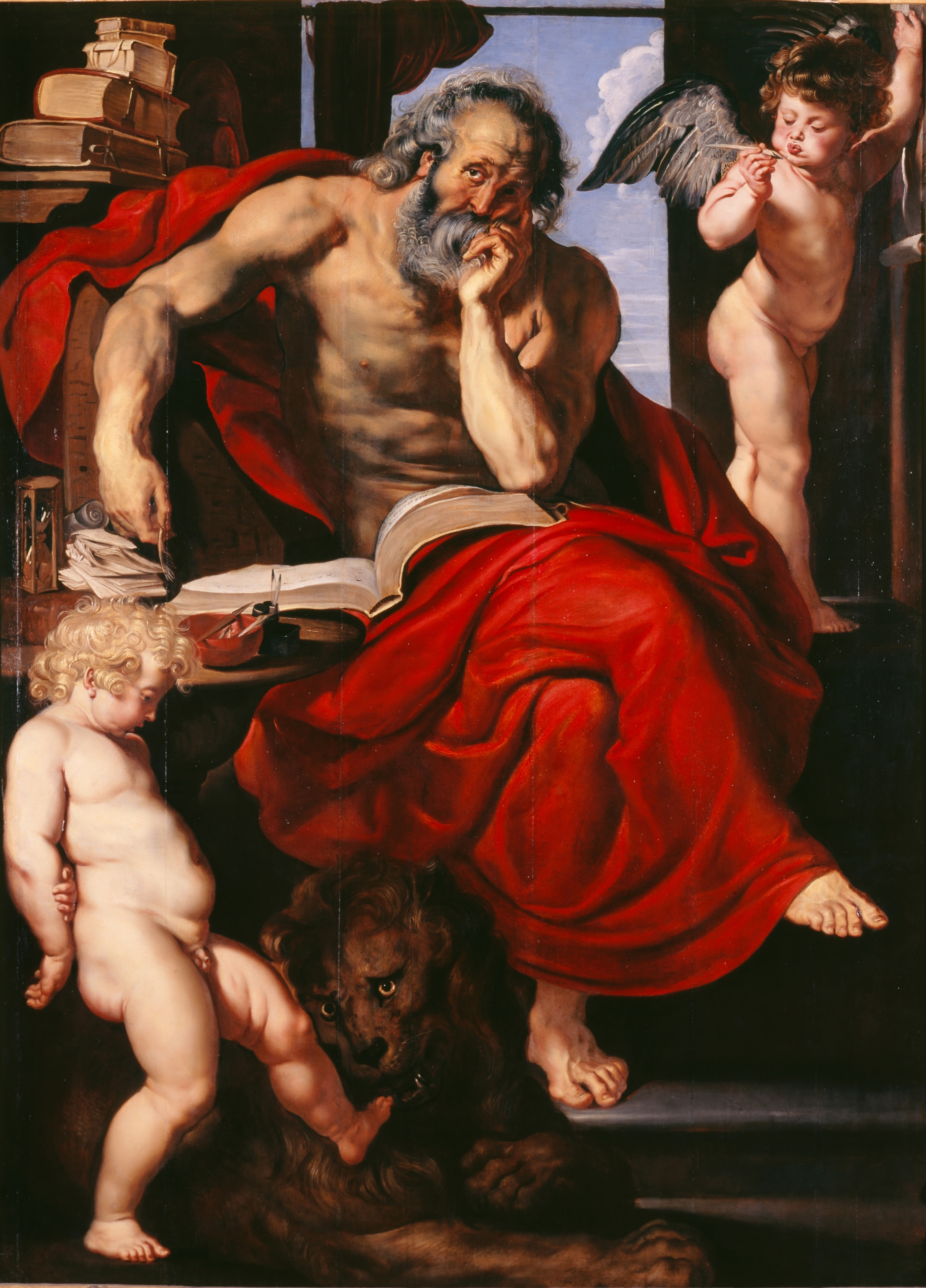
Peter Paul Rubens, San Girolamo
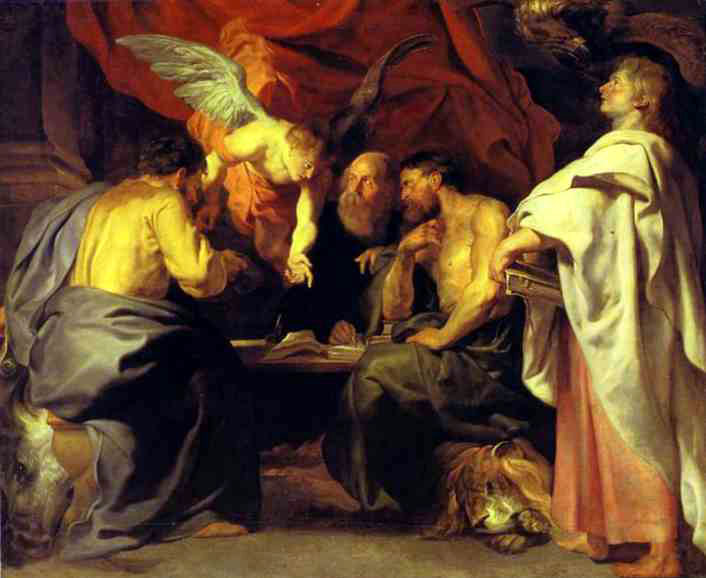
Pieter Paul Rubens, I quattro evangelisti